# Erik Nölting
Karl Wilhelm Erik August Nölting (né le 20 novembre 1892 à Plettenberg, mort le 15 juillet 1953 à Haan) est un homme politique allemand.

## Biographie
Erik Nölting est le fils d'un inspecteur du tribunal prussien protestant et conservateur, il est le deuxième de quatre enfants ; son jeune frère est Ernst Nölting. Il est élève du Gymnasium de Bielefeld et adopte à cette époque une position critique à l'égard de l'Empire allemand. Nölting étudie la sociologie et l'économie à Halle-sur-Saale, Munich, Berlin et Francfort-sur-le-Main, mais suit aussi des cours de droit, d'allemand et d'études théâtrales. Il rejoint l'Union démocratique, une branche libérale de gauche de l'Union radicale. À partir de 1914, il participe à la Première Guerre mondiale en tant que volontaire et, en 1917, il est démobilisé pour cause de cécité nocturne. Jusqu'en 1918, il travaille comme chef de département au bureau économique de la ville de Guben, où il rassemble du matériel pour sa thèse. En 1919, il obtient son doctorat en sciences politiques auprès de Franz Oppenheimer à Francfort-sur-le-Main. À partir du printemps 1920, il enseigne à l'Académie Prince-Leopold des sciences administratives de Detmold, à l'Académie Leibniz de Hanovre et, en 1923, à l'Académie du travail de Francfort-sur-le-Main.
En 1921, Nölting rejoint le Parti social-démocrate d'Allemagne (SPD). En 1925, il participe à la conférence du parti de Heidelberg et en 1928, il est élu dans la circonscription de Hesse-Nassau au Parlement prussien. Nölting apparaît comme un expert en économie plutôt que comme un responsable du parti. Il a deux débats radiophoniques avec Gottfried Feder, théoricien économique du NSDAP, fin 1930-début 1931 sur le thème "Socialisme et national-socialisme". Après s'être décrit comme un opposant au nazisme sur la radio publique néerlandaise à Hilversum en février 1933, sa chaire lui est retirée et il lui est interdit de vivre à Francfort-sur-le-Main et à Bielefeld. Il s'installe à Berlin puis à Medebach. Pendant ce temps, il essaie de gagner sa vie avec des œuvres littéraires qu'il publie certaines sous des pseudonymes et d'autres sous son vrai nom, mais il dépend du soutien d'amis. En 1940, il est expulsé de la Chambre de la littérature du Reich.
Après la fin de la Seconde Guerre mondiale, il essaie à nouveau de trouver un emploi de professeur à Francfort-sur-le-Main, mais sa candidature est perdue. Fritz Fries, qui le connaissait au parlement prussien, l'engage dans l'administration du district d'Arnsberg en juin et juillet 1945. En septembre 1945, Nölting est nommé conseiller général pour l'économie au gouvernement de la Province de Westphalie à Münster.
Le 29 août 1946, il devient ministre de l'Économie du Land de Rhénanie-du-Nord-Westphalie. À ce titre, il déploie des efforts particuliers pour mettre un terme au démantèlement de l'industrie par les Alliés.
Il est élu député lors des premières élections régionales de 1947 en Rhénanie-du-Nord-Westphalie. Après le congrès du SPD en juillet 1947, il est choisi comme porte-parole du parti. Il se présente à nouveau. lors des premières élections fédérales de 1949, au cours desquelles il remporte directement la circonscription d'Iserlohn-Stadt und -Land. Il conserve les deux mandats jusqu'à sa mort. Après la formation du nouveau gouvernement en Rhénanie-du-Nord-Westphalie en 1950, il démissionne de son poste ministériel et s'implique à nouveau davantage dans le journalisme. Au cours du semestre d'hiver 1950-1951, il reprend la direction du département d'économie de l'Académie sociale de Dortmund, dont il avait soutenu la création. Nölting est délégué à l'Assemblée parlementaire du Conseil de l'Europe et membre des commissions du Bundestag pour la politique économique, pour les questions du Programme de rétablissement européen et de la commission selon l'article 15 de la Loi fondamentale (socialisation des terres). De 1950 à 1953, il travaille à l'Académie sociale de Dortmund.
Erik Nölting décède des suites d'un accident vasculaire cérébral le soir du 15 juillet 1953 lors d'une campagne électorale pour les élections fédérales de 1953 à Haan. Son remplaçant au Bundestag pendant les quelques semaines précédant les élections est Franz Heinen.